# Sun Rockers Shibuya
O Sun Rockers Shibuya é um clube profissional de basquetebol japonês sediado em Tóquio, Japão. A equipe disputa a B.League.

## História
Foi fundado em 2000.